# Raytheon
Raytheon (NYSE) és una corporació industrial i un dels contractistes de defensa militars més grans dels Estats Units. Creada en 1922, la companyia va adoptar el seu nom actual en 1959. L'empresa té al voltant de 75.000 empleats en el món i uns guanys anuals aproximats de 25.000$ milions de dòlars. Més del 90% dels guanys de Raytheon provenen de contractes de defensa, en 2007 va ser el cinquè contractista de defensa del món, i el quart més gran als Estats Units d'Amèrica en guanys. Raytheon és el major productor de míssils guiats del món.
La seu principal de Raytheon es va moure de Lexington, Massachusetts a Waltham, Massachusetts, el 27 d'octubre de 2003. La companyia es va situar a Cambridge, Massachusetts entre 1922 i 1928, a Newton, Massachusetts des de 1928 fins a 1941, a Waltham des de 1941 fins a 1961, a Lexington des de 1961 fins a 2003, i de nou a Waltham des de 2003 fins al present.